# FDS gemeinnützige Stiftung
Die FDS gemeinnützige Stiftung  baut und betreibt Studentenwohnheime. Die Stiftung ist einer der größten Betreiber freifinanzierter Studierendenapartments in Deutschland. Mit Stand 2015 zusammen rund 1800 Wohnplätzen verfügt die FDS gemeinnützige Stiftung bundesweit über eine Unterbringungskapazität, die vergleichbar ist mit den Gesamtkapazitäten in Städten wie Ulm, Rostock oder Siegen.

## Geschichte
Die FDS wurde 1971 als „Förderkreis Deutscher Studenten e. V.“ in Erlangen von ehemaligen Studenten der Friedrich-Alexander-Universität gegründet. Noch im selben Jahr konnte mit dem Konrad-Adenauer-Haus in Erlangen ein erstes gefördertes Wohnheim eröffnet werden. 2006 wurde der Verein in eine nicht rechtsfähige Stiftung umgewandelt, die die Ziele und Aufgaben unter dem Namen FDS gemeinnützige Stiftung fortführt. Treuhänder ist die Moses Mendelssohn Gemeinnützige Stiftungs GmbH. Seit 2012 betreibt die Stiftung auch freifinanzierte Studierendenapartments der Marke SMARTments student. Jedes dieser Häuser trägt den Namen einer verdienten Persönlichkeit aus der deutsch-jüdischen Geschichte.

## Häuser
- 1971 Konrad Adenauer Haus, Erlangen
- 1979 Ludwig Erhard Haus, Nürnberg
- 1979 Haus Harfenstraße, Erlangen
- 1981 Adam Stegerwald Haus, Würzburg
- 1982 Lise Meitner Haus, Kaiserslautern
- 1999 Ludwig Erhard Haus, Erlangen
- 2012 Albrecht Mendelssohn Bartholdy Haus, Hamburg.[5]
- 2013 Franz Oppenheimer Haus, Frankfurt am Main.[4]
- 2014 Karl Wolfskehl Haus, Darmstadt[6]
- 2014 Alphons Silbermann Haus, Köln
- 2015 Ludwig Bamberger Haus in Mainz[7]
- 2015 Franz Rosenzweig Haus, Freiburg im Breisgau[8]
- 2016 Ebba Simon Haus, Hamburg[9]
- 2016 Ludwig Erhard Haus (Erweiterungsbau), Erlangen
- 2018 Lilli Jahn Haus, Köln
- 2018 David Friedländer Haus, Berlin
- 2018 Martin Buber Haus, Wien
- 2019 Berend Lehmann Haus, Essen
- 2020 Alexander Haindorf Haus, Paderborn
- 2020 Lotte Laserstein Haus, Berlin
- 2020 Samuel Steinherz Haus, Graz
- 2021 Herbert Weichmann Haus, Hamburg

Weitere Häuser in Deutschland und Österreich befinden sich in der Planung oder Realisierung.